# Trevon Wesco
Trevon Wesco (Martinsburg, Virginia Occidental, 12 de septiembre de 1995) es un jugador profesional estadounidense de fútbol americano que se desempeña en la posición de tight end en Tennessee Titans, equipo de la National Football League (NFL).

## Carrera
Fue seleccionado en la cuarta ronda en la Reunión Anual de Selección de Jugadores de la NFL de 2019. Hizo su debut profesional con el equipo New York Jets, en el cual jugó cuatro temporadas (2019-2022), después pasó a Chicago Bears (2022-2023), luego a Tennessee Titans, donde lleva jugando una temporada.